# Dipterocarpus turbinatus
Dipterocarpus turbinatus es una especie de árbol de la familia Dipterocarpaceae nativa del oeste de la India y el continente Asia Sur-Oriental , y que se cultiva en las zonas circundantes. Es una fuente importante de la madera conocida como keruing, que se utiliza a menudo en la industria de la madera contrachapada.

## Distribución
El árbol se distribuye dentro de la zona de la India ( Arunachal Pradesh, Assam , Manipur, Meghalaya, Tripura, Islas Andamán, Nicobar), Bangladés, Myanmar, Tailandia, Camboya, Laos a Vietnam mientras que se cultiva en Indonesia ( Sumatra, Java, Kalimantan ), Filipinas y China, (sureste de Xizang, el sur y el oeste de Yunnan).

## Descripción
Los árboles de la especie alcanzan un tamaño de 30-45 m de altura. La corteza es de color gris o marrón oscuro, y está superficialmente longitudinalmente agrietada y escamosa. Las ramas son glabrescentes. Brotes de hoja falcados, brotes y ramitas jóvenes densamente pubérulas de color gris. Estípulas de 2-6 cm, densamente, pubérulas amarillas poco grisáceo oscuro u oscuro; peciolo de 2-3 cm, densamente gris pubérulas o glabrescentes; limbo ovado-oblongas, de 20-30 × 8-13 cm, coriáceas, glabras o escasamente pubescentes estrelladas , nervios laterales 15-20 pares, base redondeada o ligeramente cordada, margen entero o, a veces sinuoso, ápice acuminado o agudo. Racimos axilares, con 3-6 flores. Segmentos del cáliz: 2 lineales, con 3 más cortos, todo glabros, glaucos exteriormente. Estambres en númerode 30. La floración es desde marzo hasta abril, la fructificación se produce en junio y julio

## Hábitat
Se encuentra en bosques caducifolios mixtos, de hoja perenne y semi perenne. En Camboya de los hábitats en denso bosque húmedo, a veces en suelos arenosos, arcillosos, a veces en suelos rojos. El estado de conservación se basa en la tasa de pérdida de hábitat, que es la principal amenaza para la especie, aunque algunas subpoblaciones están protegidos en reservas.

## Usos
La resina del árbol (conocido internacionalmente como el bálsamo de copaiba) se utiliza en la India, donde es la fuente de aceite kanyin y gurjun, y en Camboya, donde la resina casi sólida se utiliza especialmente para preparar antorchas. La madera de color marrón rojo tiene uso documentado en la India, Camboya y de Yunnan, China. En Camboya la madera es muy popular para el aserrado y carpintería. 
Usos medicinales de la planta incluyen el tratamiento de la gonorrea, la lepra, psoriasis y otras enfermedades de la piel. En los huertos familiares de S China, se cultiva tanto como planta medicinal y como planta aromática.

## Taxonomía
Dipterocarpus turbinatus fue descrita por Karl Friedrich von Gärtner y publicado en De Fructibus et Seminibus Plantarum. . . . 3: 51, pl. 188. 1805.
Etimología
Dipterocarpus: nombre genérico que deriva del griego antiguo y significa "fruto con dos alas".
turbinatus: epíteto latíno que significa "con forma de cono".
Sinonimia
- Dipterocarpus jourdainii Pierre ex Laness.
- Dipterocarpus jourdainii Pierre
- Dipterocarpus laevis Buch.-Ham.
- Dipterocarpus mayapis Blanco
- Hopea laevis Buch.-Ham.
- Hopea trinervis Buch.-Ham.
- Mocanera mayapis Blanco
- Shorea trinervia Banks ex C.F.Gaertn.[14]